# Viglain
Viglain település Franciaországban, Loiret megyében. Lakosainak száma 854 fő (2022. január 1.). Viglain Neuvy-en-Sullias, Guilly, Isdes, Sully-sur-Loire, Vannes-sur-Cosson és Villemurlin községekkel határos.

## Népesség
A település népessége az elmúlt években az alábbi módon változott:
| Lakosok száma | 560  | 698  | 779  | 873  | 888  | 880  | 871  | 868  | 867  | 854  |
|               | 1968 | 1982 | 1990 | 2006 | 2013 | 2015 | 2017 | 2019 | 2020 | 2022 |